# KPHP
KPHP (kPHP, KittenPHP) — свободный (GPL/LGPL) транслятор PHP-кода в C++ от компании ВКонтакте.
По словам разработчиков, переход социальной сети в конце мая 2013 года на новый язык программирования дал двукратное повышение скорости сервиса.
6 марта 2014 года код транслятора и сопутствующих инструментов был размещен в открытом доступе. Однако разработка не была продолжена на самом GitHub и проект лежал без изменений шесть лет. 11 ноября 2020 года компилятор KPHP был повторно выложен на GitHub, но на этот раз без внутренних баз данных («движков»).
Изначально kPHP задумывался как язык, не полностью совместимый с языком PHP. Так, например, для ускорения выполнения-компиляции в нём есть возможность явно задавать типы переменных и сильно ограничено применение ООП, что имеется в современных версиях языка PHP (начиная с версии 7.0). Кроме того, kPHP выигрывает в плане статического анализа кода, он имеет преимущества в использовании памяти и использует меньше процессорного времени.
Приставка К- происходит от слова kitten (рус. котёнок), что стало своеобразной традицией во внутренних разработках ВКонтакте.